# Khalifa bin Zayed Al Nahyan
Khalifa bin Zayed Al-Nahyan (født 7. september 1948 - død 13. maj 2022) var præsident i de Forenede Arabiske Emirater og emir i Abu Dhabi fra 2004 til sin død i 2022. Han overtog præsidentposten 3. november 2004 efter sin far Zayed bin Sultan Al Nahyan, som døde dagen før. Mens faren var syg, havde han midlertidigt præsidenthvervet, mens faren var præsident, var Khalifa bin Zayed Al-Nahyan statsminister og vicepræsident i landet fra 1971. Den norske avis Aftenposten hævdede i 2011 at han er en diktator.
Skyskraberen Burj Khalifa i Dubai har sit navn efter Khalifa bin Zayed Al-Nahyan.
Efter Al-Nahyan fik et slagtilfælde i 2014, blev hans bror Mohammed bin Zayed al-Nayhan Emiraternes reelle leder. Khalifa døde 13. maj 2022, og Mohammed blev udpeget til ny præsident dagen efter.